# Francouzská fotbalová federace
Francouzská fotbalová federace, zkráceně FFF, (francouzsky Fédération Française de Football) je řídícím orgánem fotbalu ve Francii. Vznikla v roce 1919 a sídlí v hlavním městě Paříži. FFF je zakládajícím členem FIFA. Je také zakládajícím členem UEFA. Organizuje francouzské profesionální i amatérské ligové soutěže (Ligue 1, Ligue 2 a další) a pohár. Pod její vedení spadá reprezentace mužů a reprezentace žen.